# بهادالا
بهادالا (بالكجراتية؛ ભડાલા: بالعربية؛ بدل؛ بالهندية: भदाला) هي مجموعة عرقية مسلمة توجد في باكستان والهند. توجد بشكل رئيسي في منطقة كوتش في ولاية كجرات. في باكستان، كذلك توجد بشكل رئيسي في كراتشي.